# Kína zászlóinak listája és története

A Csing-dinasztia sárkányos lobogója

A vexilloidokat felváltó zászlókat Kínában találták fel több évezreddel ezelőtt. Minden területnek és uralkodóháznak megvolt a maga zászlaja. A középkor során kialakult Kína zászlaja, amely nem csak egy területet vagy a császári házat, hanem az egész kínai államot jelképezte. Ez a zászló az idők során rengetegszer megváltozott. Szintúgy változtak Kína tartományainak, megyéinek, autonóm területeinek a zászlói. A régebben Kína területén lévő államok és európai gyarmatok mind rendelkeztek saját zászlóval. Jelen szócikk felsorolja a legtöbb zászlót, amit az idők során Kína területén használtak vagy használnak az első kínai zászlóktól a császárság sárkányos lobogóin keresztül egészen a népköztársaság sárga csillagos zászlajáig; és leírja a történetüket a zászlók feltalálásától kezdve egészen napjaink kínai zászlajáig.
Jelen szócikkben Kína alatt a következőeket értjük:
- A Kínai Népköztársaság (kontinentális Kína, Hongkong és Makaó). A köznyelvben legtöbbször mint Kína szerepel.
- A Kínai Köztársaság (Tajvan szigete). Köznyelven legtöbbször mint Tajvan használatos.

## Korai kínai zászlók

### A zászlók feltalálása
A zászlókat, amelyek a vexilloidokat váltották fel, Kínában találták fel a selyem felfedezése után. A selyem, lévén erős, de könnyű, ideális anyagnak bizonyult a zászlókészítéshez. A zászlók előnyösebbek és praktikusabbak voltak, mint a vexilloidok; ugyanis könnyebbek voltak, előállításuk egyszerűbb volt, lehetett több példányt készíteni belőlük és nagyobb távolságról is észrevehetőek voltak. A szövet zászlók használata Kínából átterjedt Indiába, ahonnan kiindulva a szokás meghonosodott Burmában, Sziámban és Délkelet-Ázsia többi részén. Később a zászlóhasználatot felkarolták a Perzsa Birodalom uralkodói, végül pedig a megkülönböztetés ezen módja a Római Birodalomban és Európa többi részén is elterjedt. Miután a mongolok 1279-ben Kubiláj kán vezetése alatt elfoglalták Kínát, a kínaiakhoz hasonlóan háromszögletű, lángrojtos szélű lobogókat kezdtek használni.
Számos korai kínai forrás beszámol a zászlóhasználatról: egyes források szerint a Csou-dinasztia megalapítója körülbelül i. e. 1122-ben fehér zászlót vitetett maga előtt, írásos emlékek pedig említést tesznek a Sárga Császár lobogójáról is. Bizonyítékokkal alátámasztható, hogy 660-ban egy kisebb hatalmú kínai herceget megbüntettek, amiért nem engedte le a zászlaját uralkodója előtt. A királyi zászlót azonosnak tekintették magával az uralkodóval, és hasonló tisztelettel övezték. Már a zászlóhordozó megérintéséért is büntetés járt. Mivel a zászló elesése vereséget és megaláztatást jelentett, az uralkodó és zászlaja ritkán jelentek meg együtt, a lobogót általában egy hadvezérre bízták. A zászlókat háborúban harci szekereken szállították, és kitűzték az elfoglalt városok falaira. Amikor a hadseregek menetelni kezdtek, a zászlókat kibontották. A lobogókat jeladásra is használták. Már a 16. században megjelent a fehér zászló mint a megadás jelképe.

### A zászlók alakja és díszítése
A legkorábbi képi információ a kínai zászlók kinézetéről i. e. 1500 körülről származik. A zászlórúd funkcióját bambuszrúd töltötte be, aminek a végére szigonyt szereltek. A rúdhoz kisméretű gyűrűk fogták a lófarokból, később szövetből készített zászlót. A zászló külső éléhez keskeny szalagokat varrtak, amelyek száma meghatározta a zászló tulajdonosának a hierarchikus társadalomban betöltött szerepét. A császári zászlóra tizenkét szalagot erősítettek, míg egy kis hatalommal rendelkező funkcionárius lobogójára csupán egyet vagy kettőt. Ezt a lobogót egy hosszú fecskefarkú szalag elhelyezésével alakították át hadizászlóvá. A szövet széle gyakran „lángszegélyű" volt, azaz láng alakú rojtok borították az éleit.
A kínai zászlók díszítésére általában állatok vagy mitikus lények képét használták, ezek közé tartozott például a piros madár, a fehér tigris vagy a kék sárkány. Később Kínában és Délkelet-Ázsia más részein is megjelentek a fehér, sárga vagy fekete hátterű zászlók, amelyekre aranyfonallal elefánt, bika vagy valamilyen más állat képét hímezték. Ezenkívül használták a zászlókon a héja, a teknősbéka vagy a kígyó képmását is.

## Császársági zászlók

### Csing-dinasztia
Az első zászló, ami nemcsak a császári dinasztiát; hanem magát Kínát, mint országot is jelképezte, az úgynevezett sárga sárkányos zászló volt. A halványsárga zászlón egy kék sárkány jelent meg, a jobb felső sarokban pedig egy piros gyöngy volt látható. A sárkány különböző állatok testrészeivel rendelkezik, többek között hüllőtesttel, halpikkelyekkel és tevefejjel. A sárkány; ami a kínai mitológiában – a perzsa és európai legendák szörnyeivel ellentétben – jó és hatalmas lény, az életadó eső ura, a termékenység szimbóluma és a császár védelmezője volt; a császárt jelképezte, míg a sárga háttér a mandzsukat.
A zászlónak három változata is ismert: az elsőként, 1862-ben bevezetett sárkányos lobogó háromszögletű volt; míg az 1889-ben elfogadott változat már téglalap alakú; a császár személyes zászlaja pedig szintén háromszögletű, három széléből kettő viszont cikcakkos volt, és az ókor „lángszegélyű" zászlóira hasonlított. Mindazonáltal a színek és a szimbólumok nem változtak a formával együtt. A kései 19. században jelent meg először; a háromszög alakú zászlót 1862-ben, míg a téglalap alakút 1889-ben vezették be. A sárga sárkányos zászló megnevezés alaktól függetlenül használatos bármelyikre.

### 1915-16-os császárságrestauráció
1915-ben Jüan Si-kaj kínai katonatiszt és politikus megkísérelte visszaállítani a Kínai Császárságot, saját magát kinevezve uralkodónak. A császárság restaurációja nem volt hosszú életű (Si-kaj-t már 1916-ban lemondásra kényszerítette a küszöbönálló polgárháború, államát pedig felszámolták). Az állam fennállásának hónapjai alatt kettő zászlót is használt. Mindkettő az ötszínű zászlón alapult, de kifejezte a Han kínaiak uralmát az ország többi népe felett. Az egyik zászlót egy vörös kereszt osztotta négy téglalapra, a másikat pedig egy vörös átlóskereszt négy háromszögre. A négy felületet mindkét esetben a sárga, fekete, kék és fehér színek töltötték ki.

## Köztársasági zászlók

### 1912-től 1928-ig
Nemzeti zászló

A Csing-dinasztia uralma Kína felett 1912-ben a Szun Jat-szen és Jüan Si-kaj nevével fémjelezett forradalom sikerével megdőlt. Ezzel együtt a császári sárkányos lobogó napjainak is leáldozott.
A köztársaság újonnan kikiáltott, ötszínű zászlóként ismert nemzeti zászlója és civil lobogója öt vízszintes sávból állt, a színeik felülről lefelé: piros, sárga, kék, fehér, fekete. A színek Kína öt fő népcsoportját, a han kínaiakat (piros), a mandzsukat (sárga), a mongolokat (kék), a muszlimokat (fehér) és a tibetieket (fekete) ábrázolták.
A csíkos zászlók, a sárkányos zászlókhoz hasonlóan, régi tradíciót jelentettek Kínában, a császárság idejében a haditengerészet és annak főparancsnokai is sávos zászlókat használtak, ezeken azonban a császárság sárkánya is megjelent valamilyen formában. A köztársaság kikiáltása után megtartották a csíkos zászlók hagyományát, de a sárkányos zászlóknak befellegzett, mert azok egyet jelentettek a császársággal. A piros, sárga, kék, fehér és fekete színek is korán megjelentek együtt a kínai zászlótörténetben; a császárt a középkorban öt harci szekér kísérte a csatákban és az ünnepségeken, amelyek egy piros, egy sárga, egy kék, egy fehér és egy fekete zászlót hordoztak.
Az ötszínű zászló nagyon praktikusnak bizonyult; ugyanis, bár bevezetése idején már sok sávos zászló létezett, öt sávjával könnyen megkülönböztethető volt; mert az akkoriban használt sávos zászlók nagy része két- vagy háromsávos volt.
Az ötszínű zászló és a hozzá kapcsolódó lobogók pályafutása 1928-ban, az egységes Kínai Köztársaság létrejöttével és a hadurak korának végével fejeződött be. 1928 októberében ezek a lobogók átadták a helyüket a ma, Tajvanon is használt zászlóknak.
Hadizászló

A Kínai Köztársaság 1928-ig használt hadizászlója vörös háttérben kilencágú fekete csillagot ábrázolt. A csillag közepén, körben elrendezve, kilenc sárga pont látható, a csillag ágainak végén kilenc további pont. A zászlót először az 1911-es vuhani felkelés során használták a Csing-dinasztia ellen küzdő forradalmárok. A forradalom győzelme után ez lett Kína hadizászlója, civil célokra soha nem alkalmazták, s 1928-ban lecserélték Tajvan mai hadizászlójára.
Állami lobogó

A Kínai Köztársaság 1913-ban felvont állami lobogója egy fehér mező bal felső sarkában a hadizászló lekicsinyített változatát ábrázolta. A Csing-dinasztia elleni felkelések során egyes forradalmi csoportok ezt a zászlót használták. Később a lobogót állami felségjelzésnek választották, de nagyon ritkán került sor a használatára, és 1928-ban egy másféle zászló lépett a helyébe.
Haditengerészeti zászló

Az 1928-tól a Kínai Köztársaság zászlajaként használt lobogó Kína haditengerészetének zászlajaként funkcionált 1913-tól 1928-ig (leírását és jelentését lásd a Nemzeti zászló alszakaszban).

### 1928-tól 1949-ig és Tajvanon
Nemzeti és állami zászló

A Kínai Köztársaság nemzeti és állami zászlója vörös mezőn a bal felső sarokban egy tizenkét sugarú fehér napot ábrázol. A nap-embléma a szakadatlan haladást jelképezi, sugarai pedig a nap két tizenkét órás periódusát képviselik. A vörös szín a kínai hanokat, a nacionalizmust, a szabadságszeretetet és áldozatkészséget; a kék szín a demokráciát, az egyenlőséget és az igazságosságot; míg a fehér szín a testvériséget, a nyíltságot és a jómódot szimbolizálja. A zászló; függetlenül attól, hogy mit képviselnek egyes részei; a következő jelentést hordozza: fehér nap a kék égen a vörös Kínában. A zászló bal felső sarkában lévő kék mezőre helyezett fehér nap a Kuomintang párt szimbóluma. A zászlót, amely korábban a kínai haditengerészet szimbóluma volt, 1928. október 28-án fogadták el, és a polgárháború vége után a Tajvanra menekült köztársaságiak megtartották. A zászló jelenleg a főleg Tajvanként ismert Kínai Köztársaságot jelképezi. A zászló oldalainak aránya 2:3.
Hadizászló

A Kínai Köztársaság hadizászlója vörös színű, közepén kék négyzettel, amiben a Kuomintang párt szimbólumát, a tizenkét sugarú fehér napot helyezték el. A hadizászlót az állami és nemzeti zászlóval egyetemben 1928. október 28-án fogadták el, és a polgárháborúban vesztes, 1949-ben Tajvan szigetére menekült köztársaságiak megtartották. A hadizászló oldalainak aránya Tajvan többi jelenlegi zászlójához hasonlóan 2:3.
Civil lobogó

A Kínai Köztársaság civil lobogója hasonló a nemzeti és állami zászlóhoz, azzal a különbséggel, hogy a vörös mezőn vízszintesen 4 darab keskeny, cikcakkos sárga sávot helyeztek el. A zászlót az állami és nemzeti, illetve hadizászlóval egyetemben 1928. október 28-án fogadták el, és a polgárháborúban vesztes, 1949-ben Tajvan szigetére menekülő köztársaságiak megtartották. A hadizászló oldalainak aránya Tajvan többi jelenlegi zászlójához hasonlóan 2:3.
Államfői zászló

A Kínai Köztársaság elnöke saját zászlóval rendelkezik, ami sárga keretbe fogva vörös háttér előtt egy kék korongon elhelyezett fehér napot ábrázol. A zászlót a Kínai Köztársaság többi, ma használatos zászlójával egyetemben 1928. október 28-án fogadták el, és a polgárháborúban vesztes, 1949-ben Tajvan szigetére menekülő köztársaságiak megtartották.
Olimpiai zászló

Mivel a Kínai Köztársaságot az országok többsége nem ismeri el, a tajvani sportolóknak tilos nemzeti zászlójuk alatt felvonulni az olimpiai játékokon. Ezért kompromisszumos megoldásként a szigetország olimpikonjai egy fehér zászlót használnak, aminek közepében egy kék, fehér és piros szegéllyel határolt ötszirmú virág látható, amelyben a fehér nap emblémát és az olimpiai ötkarikát helyezték el. A zászló oldalainak aránya 2:3.

## Népköztársasági zászlók

### Nemzeti zászló
Leírása és jelentése

A Kínai Népköztársaság zászlaja (jobbra) vörös színű, a bal felső sarokban egy nagy és négy kicsi ötágú sárga csillaggal, amelyek félkörív alakban helyezkednek el a nagy csillag körül.
A legelterjedtebb értelmezés szerint vörös szín a kommunizmust és a han kínaiakat; a négy kis csillag a társadalom fő osztályait, a munkásokat, a parasztokat, az értelmiségieket és a hazafias kapitalistákat; míg a nagy csillag a négy társadalmi osztály a kommunizmus építésének feladata alatti egyesülését jelképezi. Az öt csillag ezenkívül arra is utal, hogy a mai Kína öt országból alakult ki. A zászló oldalainak aránya 2:3.
Története

1949. július 4-én egy politikai konferencia munkacsoportja elkészített egy pályázati hirdetést, amiben az embereket a nemzeti zászló megtervezésére szólították fel. Néhány változtatás után július 15-e és 26-a között a felhívást számos fontos kínai újság leközölte.
A nemzeti zászló tervezéséhez a következő kritériumokat fogalmazták meg:
- Kínai jellegzetességekre (földrajz, nemzetiség, történelem, kultúra stb.) való utalás
- A kommunista-szocialista forradalomra utaló szimbólumok használata
- A zászló téglalap alakú legyen, az oldalak aránya 2:3
- A zászlóban megjelenő fő szín élénkvörös legyen

Zeng Lian-szong Sanghajban dolgozott, amikor a felhívás megjelent. Olyan zászlót kívánt tervezni, mely tükrözi az új ország iránti hazafias lelkesedését. Egy kínai közmondásra gondolt: „a csillagokra vágyom, a holdra vágyom", amely vágyakozást fejez ki. Véleménye szerint a KKP a kínai nép nagyszerű megmentője, ezt jelképezte a nagyobb csillag. A négy kisebb csillag ötlete Mao Ce-tung A kínai népi demokratikus diktatúra című beszédéből származott, mely a kínai népet négy társadalmi osztályra osztotta. Miután kidolgozta a csillagok pontos helyét és méretét, augusztus közepén elküldte „Öt csillag a vörös mezőn" néven a bizottságnak.
Augusztus 16. és 20. között bírálták el a terveket a Peking Hotelben. Egy idő után 38 javaslatra szűkítették le a mezőnyt. Ezeket nyújtották be a bizottságnak, Zeng terve azonban nem került bele, amíg újra nem javasolták azt. A bizottság végül Zeng tervét választotta a KNK zászlajának.
A zászlót 1949. október 1-jén vonták fel a Tienamnen téren. Zeng tervén változtattak, de hivatalosan elismerték, hogy ő tervezte a zászlót, és öt millió juan jutalmat kapott.

### Hadizászlók

Kínai Népi Felszabadító Hadsereg
Szárazföldi haderő
Haditengerészet
Légierő

Kína hadizászlói, balról jobbra: 
- a Kínai Népi Felszabadító Hadsereg zászlaja
- a kínai hadsereg szárazföldi fegyvernemének zászlaja
- Kína haditengerészetének zászlaja
- Kína légierejének zászlaja

Kínai Népi Felszabadító Hadsereg

A Kínai Népi Felszabadító Hadsereg zászlaja (az első a fenti képek közül); ami ma Kína hadizászlójaként is szolgál; vörös színű, rajta a bal felső sarokban egy ötágú sárga csillaggal és mellette a kínai "1" és "8" jelekkel. A vörös szín a kommunizmust jelképezi, míg az "1" és "8" jelek a Kínai Kommunista Párt 1928. augusztus 1-jén (8. hónap, 1. nap) történt megalapítása előtt tisztelegnek. A zászlót Mao Ce-tung parancsára készítették 1949. június 15-én mint a Kínai Népi Felszabadító Hadsereg zászlaját. A Kínai Népköztársaság kikiáltásakor ebből a zászlóból lett Kína hadizászlója. A zászló oldalainak aránya 2:3.
Szárazföldi haderő

Kína szárazföldi hadereje saját zászlóval rendelkezik, ami a hadizászló egy változata (a második a fenti képek közül). A hadizászló alsó felén egy vastag zöld csíkot helyeztek el. A zöld csík a szárazföldet jelképezi (a hadizászló jelentését lásd a fenti szakaszban). A zászló oldalainak aránya 2:3.
Haditengerészet

Kína haditengerészete saját zászlóval rendelkezik, ami a hadizászló egy változata (a harmadik a fenti képek közül). A hadizászló alsó felén öt keskeny, váltakozóan kék és fehér csíkot helyeztek el, amelyek a tengereket jelképezik (a hadizászló jelentését lásd a fenti szakaszban). A zászló oldalainak aránya 2:3.
Légierő

Kína légiereje saját zászlóval rendelkezik, ami a hadizászló egy változata (a negyedik a fenti képek közül). A hadizászló alsó felén egy vastag világoskék csíkot helyeztek el, ami a levegőt jelképezi (a hadizászló jelentését lásd a fenti szakaszban). A zászló oldalainak aránya 2:3.

### Különleges közigazgatású és autonóm területek zászlói

#### Tibet
Tibet zászlaja (balra) egy fehér háromszöget ábrázol a zászló alsó részén, amiben két zöld-fehér hóoroszlán látható. A hóoroszlánok alsó mancsukban egy piros és sárga körök által közrefogott narancssárga-kék jin-jang emblémát, míg felső mancsukban egy drágakövet tartanak, amely fölött három lángoló gyöngyszem van elhelyezve. A háromszög felett egy sárga nap bocsátja tizenkét sugarát a háromszöget körülvevő, kék-piros csíkos mezőre. A zászló a rúdrészen és a hosszanti szélein sárga keretbe van foglalva.
A fehér háromszög hófödte hegyet ábrázol, utalva Tibet földrajzi helyzetére. A két hóoroszlán a világi és vallási hatalmak harmóniáját; míg a mancsukban tartott drágakő a törvényes rendet jelképezi, amely a buddhizmus tíz aranyszabályán és tizenhat kegyes elvén alapul. A három lángoló gyöngyszem Buddhára, a dharmára és a szanghára utal. A nap a szabadságot, a boldogságot és a jólétet; míg tizenkét sugara a hat ősi tibeti törzs hat leszármazottját szimbolizálja. A csíkok váltakozó színei a zászlót védelmező két istenség (nő és férfi) jelképei. A zászló három oldalán megjelenő sárga szegély a buddhizmus arany eszményeinek terjedését, míg a szabadon hagyott szegély az ország nyitottságát fejezi ki. A zászlót 1912-ben, Tibet függetlenségének kikiáltásakor fogadták el. A zászló oldalainak aránya 2:3.

#### Hongkong
Hongkong zászlaja (jobbra) vörös, közepén egy fehér, ötszirmú virággal, amelynek szirmaiban egy-egy vörös ötágú csillaggal. A virág, a Hongkong egykori brit kormányzójáról elnevezett Bauhinia blakeana, kedvelt jelkép Hongkongban, a kínai egység szimbóluma. A zászló tervezetét 1990. április 5-én fogadta el Kína Országos Népi Gyűlése, de a lobogót csak 1997. július 1-jén, Hongkong Kína részévé válásakor vonták fel először hivatalosan. A zászló oldalainak aránya 2:3.

#### Makaó
Makaó zászlaja (balra) zöld mezőben egy háromszirmú fehér lótuszvirágot ábrázol, amely egy, a hullámzó tengeren átívelő hídon látható. A lótuszvirág felett egy nagy, sárga, ötágú csillag látható, amelyet mindkét oldalán két-két kicsi, ötágú, sárga csillag fog közre. A csillagok félkörívben vannak elrendezve. A lótuszvirág a jólétet és a fejlődést, három szirma a Makaót alkotó szigeteket, míg a híd és a hullámok a terület természeti környezetét szimbolizálják. Az öt csillag kifejezi, hogy Makaó Kína elválaszthatatlan része. A zászlót 1994 óta használják, oldalainak aránya 2:3.

#### Ujgúria
Ujgúria, más néven a Hszincsiang-Ujgur Autonóm Terület zászlaja (jobbra) világoskék alapon egy fehér félholdat és csillagot ábrázol. A világoskék szín az ujgur nép türk eredetét, a fehér félhold és csillag a muzulmán vallást szimbolizálja. Egykor ez a lobogó volt az 1933-tól 1942-ig független Kelet-Turkesztán zászlója, amelyet a terület kínai autonóm területként is megtartott. A zászlót 1933-ban fogadták el mint Kelet-Turkesztán zászlaját, és változtatás nélkül megtartotta a Hszincsiang-Ujgur Autonóm Terület. A zászló nem csupán a területet, hanem az ujgur népet is jelképezi. A zászló oldalainak aránya 2:3.

#### Belső-Mongólia
Belső-Mongólia Autonóm Terület zászlaja három vízszintes sávból áll. A két külső sáv piros, míg a középső fekete színű. A fekete sáv közepén keresztbe tett sárga kapát és cséphadarót, felettük pedig egy vörös ötágú csillagot helyeztek el. A zászló tulajdonképpen a terület autonóm kormányzatának lobogója, és de facto Belső-Mongóliát is jelképezi.

## A mai Kína területén fekvő egykori államok és európai gyarmatok zászlói

### Hongkongi brit gyarmat

1843-tól 1871-ig, nem hivatalos
1871-től 1876-ig
1876-tól 1955-ig
1955-től 1959-ig
1959-től 1997-ig
1959-től 1997-ig, nem hivatalos

Hongkong 1843 és 1997 között, összesen 154 évig volt brit gyarmat. Ezalatt Hongkong brit zászlaja is komoly változáson esett át. Az összes hongkongi brit zászló alapjául a Union Jack, illetve a brit kék és vörös lobogó szolgált.
1841-ben és a rákövetkező évben, amikor Hongkong de jure még a Kínai Császársághoz tartozott; valamint 1871-ig, a gyarmat külön zászlójának megalkotásáig az Egyesült Királyság zászlaját, a Union Jacket (első kép) használták nem hivatalosan. 1871-től 1876-ig a brit kék lobogó egy változatát használták, amin egy fehér korongban a brit koronát és alatta a H és K betűket helyezték el (második kép). 1876-tól 1910-ig, illetve 1910-től 1959-ig a kék lobogó két különböző változatát használták, amelyeken a hongkongi tengerpart egy-egy ábrázolása volt látható (harmadik és negyedik kép). 1959-től 1997-ig a kék lobogó egy másik változatát használták, amiben Hongkong brit gyarmati címere volt látható. Ezenkívül 1959-től 1997-ig használtak egy nem hivatalos zászlót is, ami a brit vörös lobogón alapult, és Hongkong brit címere került benne elhelyezésre. Ezen zászlót alig használták, de 1997-ben Hongkong Kínának történő visszaadásakor ezt húzták le.

### Mandzsukuo
Nemzeti, állami és polgári zászló

Az 1932-től 1945-ig Kína területén működő japán bábállam, Mandzsukuo zászlaján (balra) sárga mező bal felső sarkában egy négy sávból összeállított téglalap látható. A sávok színei, felülről lefelé: piros, kék, fehér és fekete. Mindegyik szín egy-egy népcsoportot és egy-egy fontos tulajdonságot szimbolizál: a sárga a mandzsukat és az egységet, a piros a japánokat és a bátorságot, a kék a han kínaiakat és az igazságot, a fehér a mongolokat és a tisztaságot, a fekete pedig a koreaiakat és az elszántságot. Mandzsukuo zászlaja az ötszínű zászló színeit ismételte, de jól megkülönböztethető volt. A téglalapból a sárga háttér miatt elhagyták a sárga sávot. A zászlót 1932-ben, Mandzsukuo függetlenségének kikiáltásakor vonták fel. Oldalainak arányai 2:3.
Hadizászló

Mandzsukuo hadizászlója és tengeri felségjelzése hasonló a nemzeti zászlóhoz, de a négy sáv a hadizászlón végigéri a teljes zászlót, míg a nemzeti zászlón csak a bal felső sarokban, egy téglalapban jelennek meg. A hadizászlót 1932-ben, Mandzsukuo függetlenségének kikiáltásakor vonták fel. Oldalainak aránya 2:3 volt.

### Könyvek
- VZ: Horváth Zoltán. A világ zászlói - a zászlók világa. NYÍR-KARTA Bt., Budapest (2002)
- ZE: Alfred Znamierowski. Zászlóenciklopédia. Athenaeum 2000 Kiadó, Budapest (2002)
- EB15/4:  Encyclopædia Britannica, 15th edition, Volume 4. Encyclopædia Britannica, Inc.; Chicago (1989) (angol nyelven)
- ZMV: Emil Bührer und Hans-Heinrich Isenbart. Zeichen der Menschen und Völker. Reich Verlag, Luzern (1975) (német nyelven)
- MMZL: Lioba Schafnitzl és Harry D. Schurdel. Mi micsoda 102. kötet: Zászlók és lobogók. Tesloff és Babilon Kiadó, Budapest (2002)
- BH/18:  Britannica Hungarica Világenciklopédia, 18. kötet. Magyar Világ Kiadó, Budapest (1995)
- MNL/18:  Magyar Nagylexikon, 18. kötet. Magyar Nagylexikon Kiadó, Budapest (2004)

### Internet
- Flags of the World (html). FOTW Flags of the World. (Hozzáférés: 2014. február 14.)
  - China: Index of Pages (html). FOTW Flags of the World. (Hozzáférés: 2014. február 14.)
- Decision of the National People's Congress on the Basic Law of the Hong Kong Special Administration Region of the People's Republic of China. Hongkong kormánya, 1990. április 4. [2013. december 2-i dátummal az eredetiből archiválva]. (Hozzáférés: 2011. szeptember 21.)

## Fordítás
- Ez a szócikk részben vagy egészben  a   List of Chinese flags című angol Wikipédia-szócikk fordításán alapul.  Az eredeti cikk szerkesztőit annak laptörténete sorolja fel. Ez a jelzés csupán a megfogalmazás eredetét és a szerzői jogokat jelzi, nem szolgál a cikkben szereplő információk forrásmegjelöléseként.
- Ez a szócikk részben vagy egészben  a   Flag of China című angol Wikipédia-szócikk fordításán alapul.  Az eredeti cikk szerkesztőit annak laptörténete sorolja fel. Ez a jelzés csupán a megfogalmazás eredetét és a szerzői jogokat jelzi, nem szolgál a cikkben szereplő információk forrásmegjelöléseként.
- Ez a szócikk részben vagy egészben  a   Flag of Manchukuo című angol Wikipédia-szócikk fordításán alapul.  Az eredeti cikk szerkesztőit annak laptörténete sorolja fel. Ez a jelzés csupán a megfogalmazás eredetét és a szerzői jogokat jelzi, nem szolgál a cikkben szereplő információk forrásmegjelöléseként.